# Mount Dal'nyy
Mount Dal'nyy är ett berg i Antarktis. Det ligger i Östantarktis. Australien gör anspråk på området. Toppen på Mount Dal'nyy är 1 068 meter över havet.
Terrängen runt Mount Dal'nyy är platt. Trakten är obefolkad. Det finns inga samhällen i närheten.